# Mas de Daumas Gassac
 (février 2021).
Le mas de Daumas Gassac est un domaine viticole situé sur la commune d'Aniane (département de l'Hérault) à proximité du ruisseau de Gassac.
Ses vins (blanc, rosé, et rouge) sont classés en vin de pays de Saint-Guilhem-le-désert. La raison en est le choix fait de l'encépagement qui comprend sur le domaine des variétés étrangères à celles retenues dans l'appellation Coteaux-du-languedoc. Les vins du domaine n'en sont pas moins salués par la presse,.

## Historique du domaine

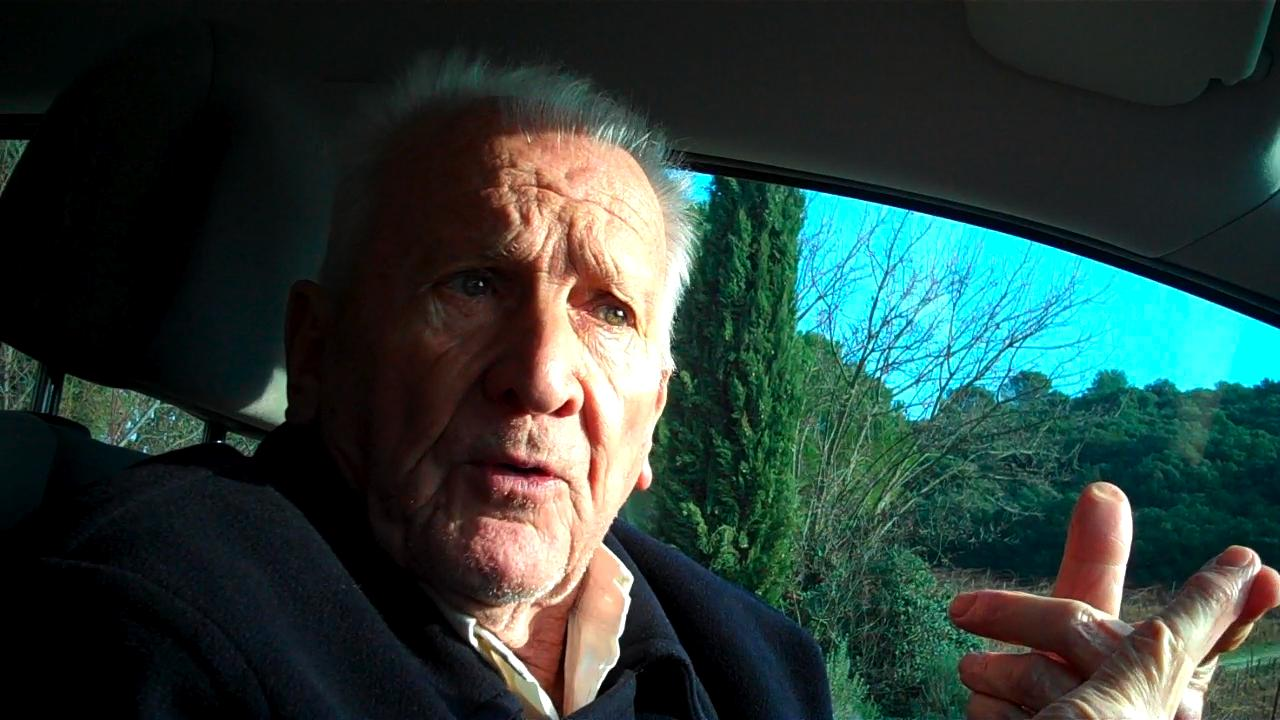
Aimé Guibert.

Le 21 août 1828, le hameau du mas de Daumas est cartographié. Situé au sud de la parcelle administrative, il jouxte les propriétés de Graniers, Coste Soutane et Parrannes. Mentionné dans le journal local en 1837, la propriété fait l'objet d'un larcin de la part d'un ancien employé.
Ce fut en 1970 que pour la première fois, Véronique et Aimé Guibert, à la recherche d'une maison dans l'arrière-pays de l'Hérault, découvrirent la vallée du Gassac et le vieux mas de la famille Daumas. Un an plus tard, le professeur Henri Enjalbert, à leur demande visitait le domaine et caractérisait un terroir de grèzes glaciaires particulièrement favorable à la vigne. De plus, la présence de sources froides dans la vallée créait un micro-climat qui pouvait être favorable à des cépages aquitains,,[source insuffisante].
Acquisition faite, ce fut en 1972 qu'eurent lieu les premières plantations de cabernet sauvignon provenant de collections ampélographiques de quelques châteaux du Médoc. Dans le même temps étaient construits un chai et un cuvier mis à température constante par le captage des eaux froides de la retenue d'eau d'un ancien moulin. Ce fut le 13 septembre 1978 que l'œnologue Émile Peynaud visita pour la première fois le domaine, le vignoble et ses installations de vinification. De retour à Bordeaux, il décida de suivre à distance cette vinification et de conseiller par téléphone les propriétaires. Ce qui fut fait dès le 29 septembre 1978 à partir d'une vendange rouge composée à 80 % de cabernet sauvignon,,[source insuffisante].
Après deux ans de vieillissement, la première cuvée fut mise en bouteilles (17 866 cols) et commercialisée en tant que vin de table. Elle ne souleva pas l'enthousiasme du négoce et 10 000 bouteilles furent vendues grâce aux relations familiale, amicales ou professionnelles. Quelques restaurateurs en firent acquisition. Puis, il fallut attendre octobre 1982 pour que le Guide Gault-Millau fasse paraître un éloge dithyrambique sur les vins de la propriété[source insuffisante].
La production se diversifia dès 1986 avec une première vinification en blanc en assemblant quatre cépages viognier, chardonnay, petit manseng et chenin. Un an plus tard furent commercialisées 2 000 bouteilles. Mais ce terroir d'exception réservait encore des surprises. Ayant découvert la qualité intrinsèque des vieux carignans de coteaux - cépage décrié en plaine pour ses rendements énormes - la famille Guibert, dès 1991 passa un contrat avec les viticulteurs des caves coopératives de Villeveyrac et de Paulhan pour s'assurer de leurs récoltes. C'était le lancement de la marque « Moulin de Gassac » et en 1993 la cuvée Figaro (80 % carignan) fut primée à l’International Wine Challenge de Londres. En 2001, le domaine réalisa sa première cuvée 100 % cabernet sauvignon en hommage à Émile Peynaud, puis cinq ans plus tard, avec le même cépage, commercialisa son rosé Frizant[source insuffisante].
Aimé Guibert, fondateur du Mas de Daumas Gassac s’est éteint à 91 ans le 15 mai 2016,.

## Production
Plus de 50 hectares sont cultivés en petites parcelles dispersées dans la garrigue. L'encépagement est constitué principalement de cabernet sauvignon, carignan, merlot, syrah pour les rouges, le rosé est obtenu par saignée du cabernet sauvignon, tandis que les blancs sont à base de viognier, chardonnay, petit manseng et chenin. Viennent en complément des cépages comme cabernet franc, pinot noir, tannat, nebbiolo, barbera, dolcetto pour les rouges et marsanne, roussanne, sercial et muscat pour les blancs.
Le rouge a une production annuelle de 120 000 à 150 000 bouteilles, le blanc de 45 000 à 60 000 bouteilles, le rosé Frizant, un vin mousseux de 8 000 à 12 000 bouteilles, et la cuvée Émile Peynaud de 2 000 bouteilles.

## Histoire du terroir
Le terroir viticole de la commune, situé à proximité de deux abbayes datant de l'empire carolingien (Abbaye de Saint-Guilhem-le-Désert ou abbaye de Gellone et Abbaye Saint-Benoît d'Aniane) dont les moines relancèrent la culture de la vigne, permet d'obtenir des vins de grande qualité issus d'une tradition millénaire. Sa diversité offre une gamme étendue allant du vin de pays au vin d'appellation d'origine contrôlée terrasses-du-larzac,. L'implantation, au début des années 1970, du Mas de Daumas Gassac a donné à ce terroir une renommée internationale. Pourtant au tournant des années 2000, la tentative du groupe californien Mondavi de s'implanter sur le territoire de la commune s'est soldée par un échec face au refus de la population,,,.

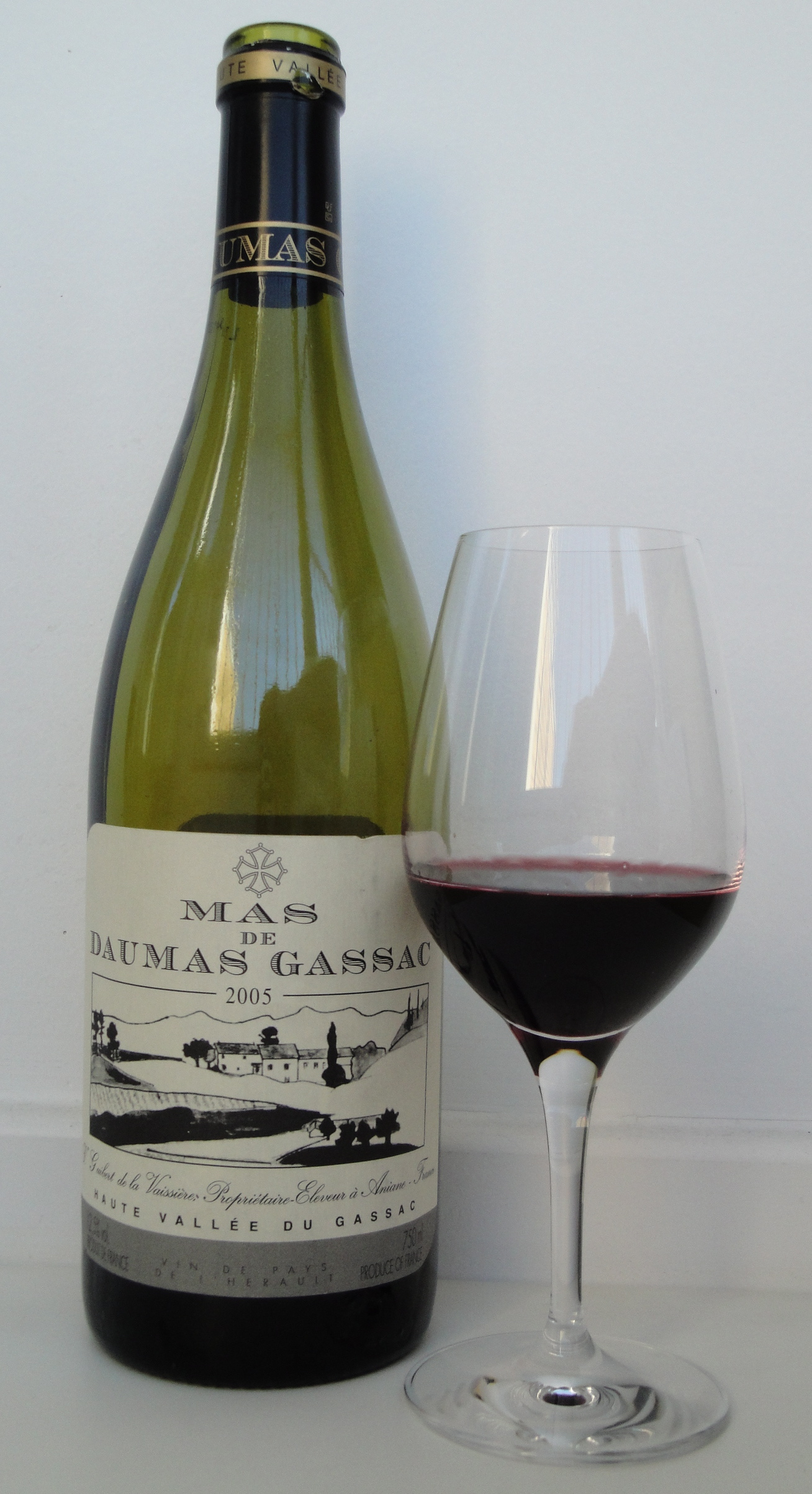
Mas de Daumas Gassac, 2005, rouge.
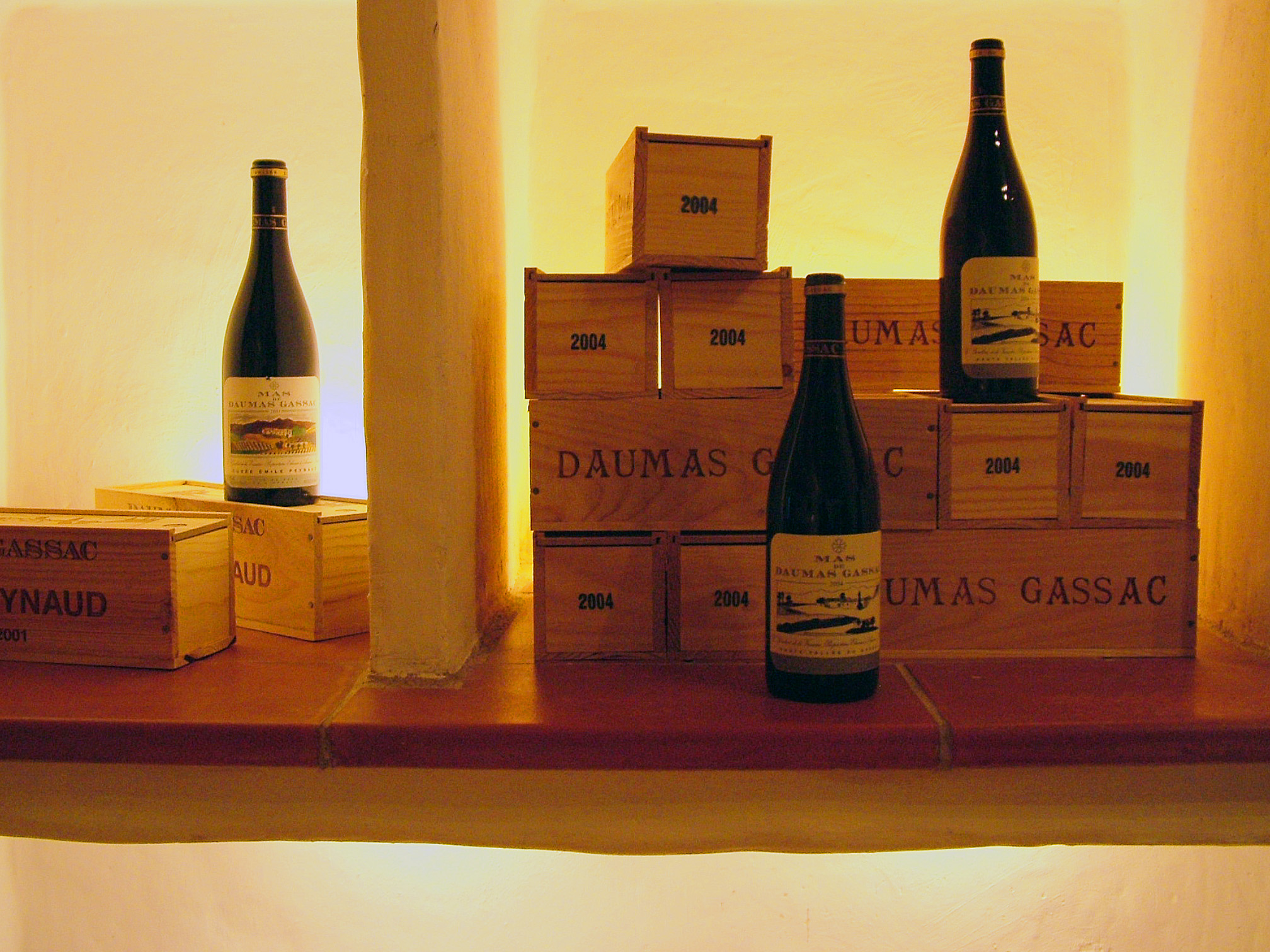
Caveau du mas de Daumas Gassac.
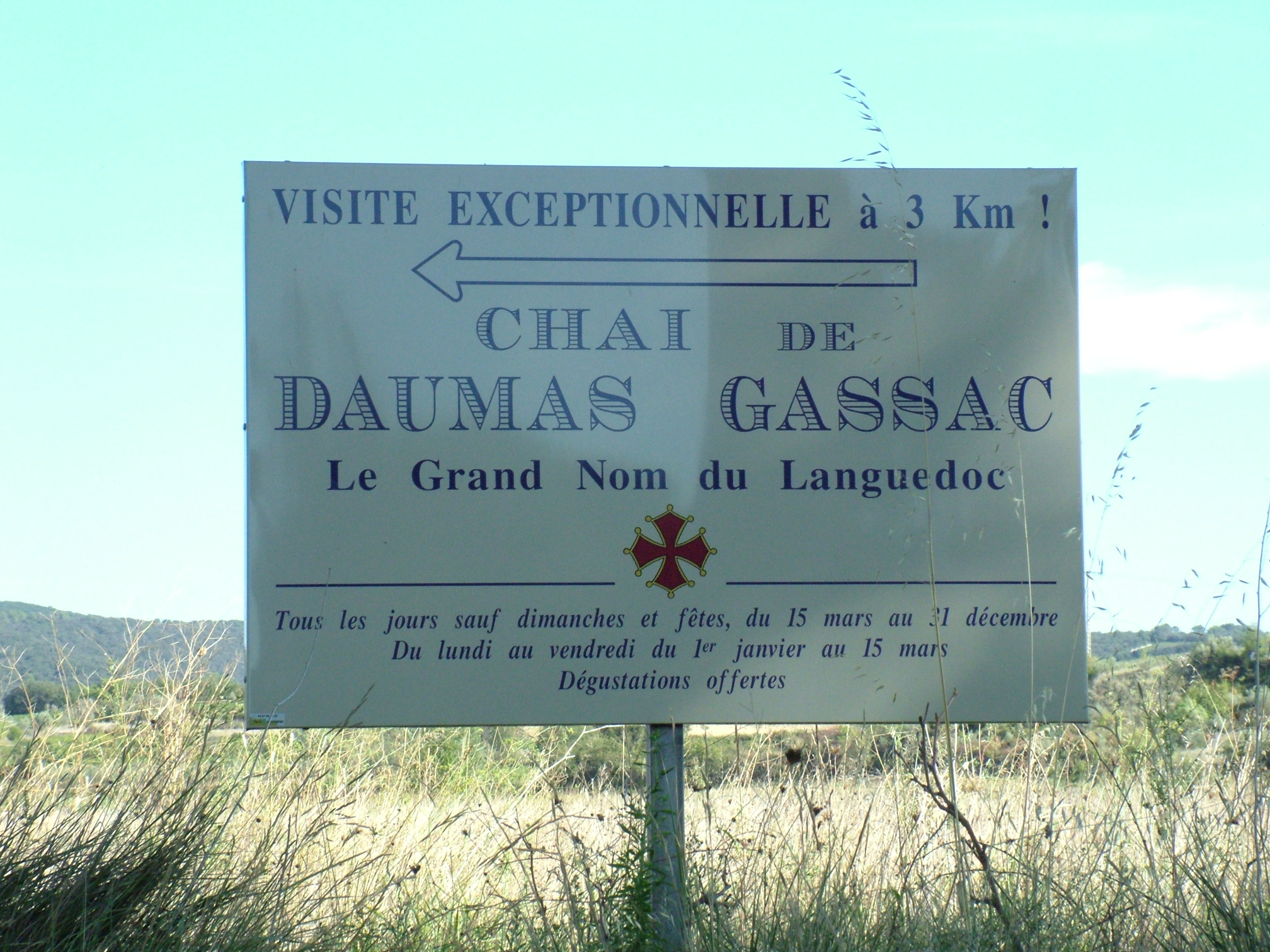
Panneau indicatif du chai du mas de Daumas-Gassac.
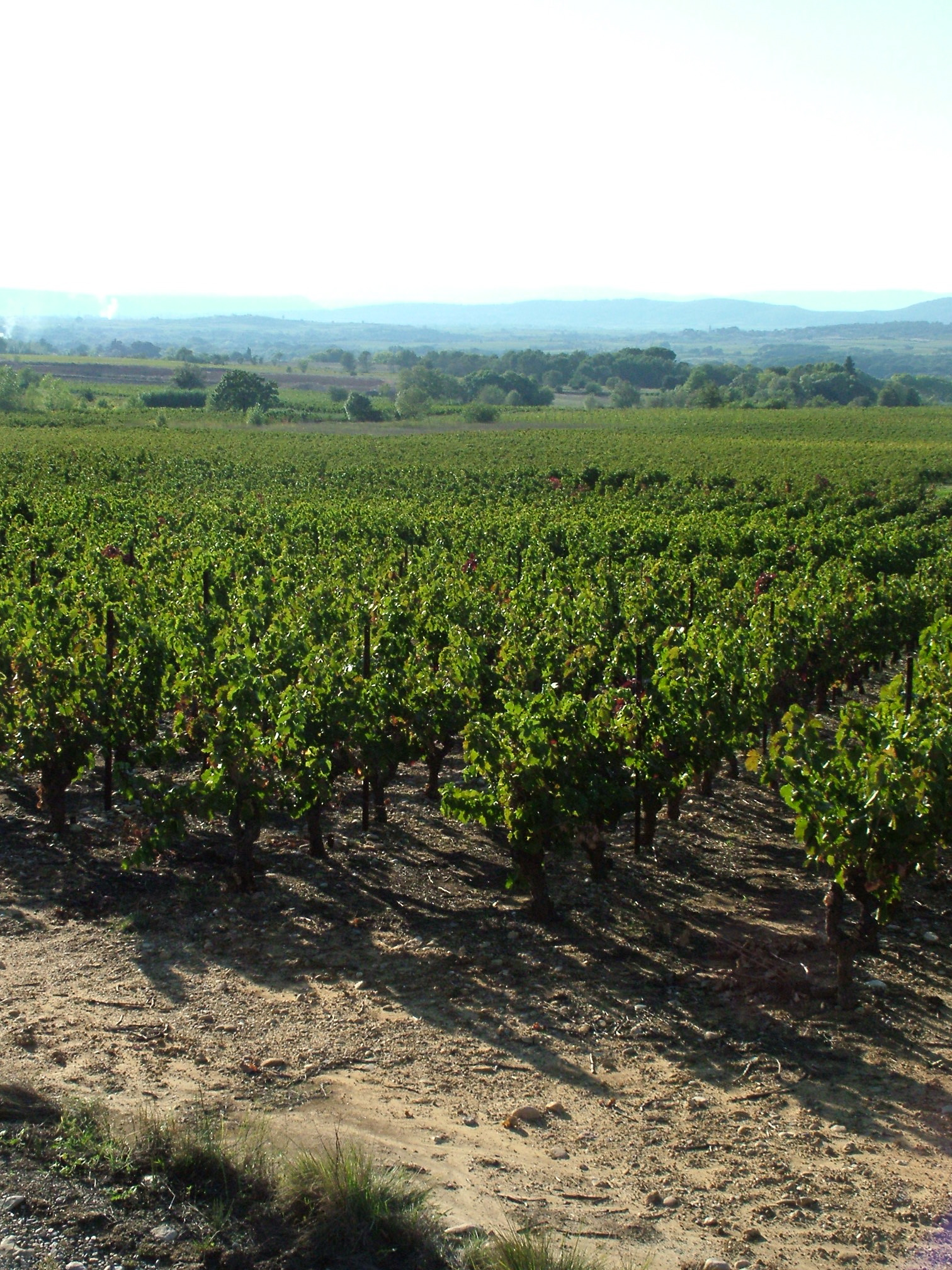
Vignes du mas de Daumas-Gassac.

## Dans la littérature
- 1902 : L'écrivain Antonin Lavergne décrit ses moments de jeunesse dans une nouvelle intitulée « La Médaille »[24].